# Zgornje Prebukovje
Zgornje Prebukovje je naselje v Občini Slovenska Bistrica.